# شين (سوريا)
شين بلدة وناحية إدارية تقع في شمال غرب محافظة حمص السورية على بعد 37 كم في بداية المنطقة السياحية التي تصل من شين إلى برشين ومشتى الحلو والكفارين وجميع هذه المناطق تسمى جبل الحلو. يحدها من الغرب جبلايا، الخويخة، خربة القيقانية، الصفصافة ومن الجنوب الصويري ومن الشرق صفر أبو وردة، جب البستان ومن الشمال المرانة، المتعارض.

## السكان
بلغ عدد السكان في الناحية 27,951 نسمة حسب تعداد عام 2004. الغالبية العظمى من المواطنين تعتمد على الزراعة والأعمال الحرة لتأمين الدخل والباقي يعتمد على الوظائف الحكومية.

## منطقة شين
يتبع لناحية شين عقارياً ومالياً القرى التالية:
الصويري، الزعفرانة الغربية، الدبابية، الصفصافة، القيقانية، الخويخة، جبلايا، عين القط، المرانة، المتعارض، صفر أبو وردة، جب البستان، السنديانة الشرقية، جو، عيناتا، بحور، المحفورة، أوتان، مقلس، بتيسة الجرد، طريز، الجويخات، عيون الوادي، الرجبلية، حاصور، حدية، البارودية.

## مميزات شين
- تشتهر شين بزراعة الزيتون و التفاح و العنب و الحبوب و البقوليات بأنواعها كافة.
- طقس معتدل أغلب العام بسبب إرتفاعها عن سطح البحر بما يقارب ال ٨٠٠ متر.
- نسيج إجتماعي كثيف و قوي.

## مؤسسات شين
- يوجد فيها مجمع تربوي تم تأسيسه عام 2007 تتبع له 29 مدرسة حلقة أولى ابتدائية

12 حلقة ثانية اعدادية
6 ثانويات
روضة حكومية في الصويري
ثانوية مهنية كهرباء فنية ميكانيك معلوماتية
```
في بلدة شين 6 مدارس ابتدائية و إعداديتان، ثانوية عامة، وثانوية مهنية وفنية و 4 رياض أطفال.
```

- يوجد فيها مستوصف، 30 صيدلية 20 عيادة طبية، 5 عيادات بيطرية.مركز للعيادات الشاملة
- 7 مكاتب هندسية
- محكمة صلح، شعبة تجنيد ، إرشادية زراعية، مركز هاتف آلي بريد،

شعبة كهرباء، مؤسسة مياه، مصرف زراعي، جمعية فلاحية، 3 محطات وقود، مخبزين آليين.
- أهم الجمعيات والنوادي الأهلية:

المركز الثقافي العربي، نادي الشبيبة للعلوم والمعلوماتية، مدرسة الأنشطة التطبيقية ، المسرح المدرسي، نادي شين الرياضي، فرع لجمعية الرجاء لرعاية ذوي الاحتياجات الخاصة .